# The Lost Address
The Lost Address est un film muet américain réalisé par Al Christie et sorti en 1912.

## Synopsis
Un couple tente de se marier.

## Fiche technique
- Réalisation Al Christie
- Scénario : Al Christie
- Producteur : David Horsley
- Date de sortie :
  - États-Unis : 8 janvier 1912

## Distribution
- Harold Lockwood : Harry Locke
- Dorothy Davenport : Dora Davey
- Gordon Sackville : Révérend Sackcloth